# أخلاقيات الرفض في الثقافة الكورية
عند تجمع العائلة الكورية لتناول الطعام إذا قال رب المنزل لضيفه «هيا إنضم إلينا لنأكل معاَ» عادةَ ما يجيب الكوريون هكذا «لا بأس، لقد تناولت طعامي منذ قليل». ولكن هذا الرد يحمل في طياته معنيين. فالمعنى الأول أن يكون الشخص بالفعل غير مرحباَ بالعرض أو الاقتراح الذي تلقاه لذلك فهو يرفضه، والمعني الثاني أن يكون مقصد الشخص فقط هو أن يرفض بكياسة. فبالنسبة للكوريين فهم عادة إذا ما عرض شخص ما عليهم شيئا يرفضونه مرة أو مرتان. لأنهم يعتقدون أن الرفض مرة أو إثننتان من الكياسة حتى إذا أردت فعلا أن تأكل أو أن تقبل هذا العرض. لذلك يجب أن تفكر جيداَ في كلمتي «أنا بخير»، «لا بأس» اللتين عادة ما يقولهما الكوريون في مثل هذه المواقف.

## طرق الرفض عند الكوريون
تتنوع طرق وأساليب رفض الكوريون مابين الرفض بالكلام أو الحركات والتعبيرات. فنجد من يهز رأسه ليعبر عن رفضه ومن يرسم تعبيراَ على وجهه ينم عن رفضه.

### فالطريقة الأولي
هي أن يرفضوا بأسلوب هاديء وتعابير وجه لطيفة. لأنهم يؤمنون بالحكمة التي تقول «لا يمكن للمرء أن يبصق على وجه ضاحك» لأنه حتى وإذا كان الكلام قاسيا لن يسع المرء إلا ان يتقبله طالما يقوله صاحبه بوجه مشرق وابتسامة هادئة. فعلى سبيل المثال إذا طلب شخص من صديقه أن يذهب إلي المطار بالنيابة عنه لمقابلة أحد الضيوف وقابل الصديق هذا الطلب بوجه مبتسم وتعبير على وجهه ينم عن الأسى، فسيفهم الشخص في الحال معنى هذا التعبير وتلك الابتسامة على أنه رفضا لطلبه حتى وإن لم يعبر له صديقه عن رفضه هذا بالكلام.

### الطريقة الثانية
هي أن يعبر الكوريون عن رفضهم بالكلام ولكن بتعبيرات غير مباشرة. فهناك مثل كوري يوضح أهمية الكلمة يقول «الكلمة الطيبة تمتص الغضب».
لذك فالكوريون لا يستخدمون التعبيرات الصريحة للرفض مثل «لا»، «لا أستطيع» و«لن يتم ذلك». فمثلا إذا أراد شخصا كوري أن يرفض طلباَ ما فسيستخدم
تعبيرات غير صريحة مثل "أعتقد أنني لن أستطيع القيام بهذا في وقت قريب لأنني مشغولاَ جداَ"، "لا أعتقد أنه لدي الوقت لفعل هذا" أو "أريد فعلاَ
أن اقوم بهذا ولكنني لن أستطيع لأنني مرتبط بشيء اّخر بالفعل". وبالطبع إذا تحدثنا بكل صراحة فسنجد أن هذه الطريقة في الرفض هي نوعاَ من
الكذب. ولكننا في نفس الوقت سنجد أن مثل هذا الكذب يكون بدافع مراعاة شعور الاَخرين.

### الطريقة الثالثة
للرفض عند الكوريون هي الرفض باستخدام روح الدعابة. ويحكي أنه ذات مره أحبت راقصة جميلة كاتب عبقري فذهبت وطلبت منه الزواج
وهي تسأله «ألن يكون من الرائع إذا أنجبنا طفلاَ يحمل تفكيرك الذكي مع مظهري الجميل؟» فسمع الكاتب هذا الكلام ورفض طلبها قائلاَ
«وماذا سنفعل إذا أنجبنا طفلا يحمل تفكيرك أنتي مع مظهري أنا؟» وبالرغم من أنه قد رفض الكاتب طلبها إلا أنها غالباَ ضحكت على مثل هذا الرد.
فقد كان رفضاَ ذكياَ قاطعاَ أفضل من اختلاق الأعذار.
وهناك قصة طريفة أيضاَ عن مثل هذا الأسلوب في الرفض عن رجل غني، طماع وسيء الطباع، سمع في يوم من الأيام عن رسام بارع في رسم الأبقار،
فذهب لملاقاته، وطلب منه أن يرسم له لوحة لبقرة تأكل الأعشاب في الحقل، ولكن الرسام لم يكن يريد أن يعطي للغني الطماع مطلبه إلا أن الغني
ألح عليه كثيراَ فانتهي الأمر بالرسام إلى أن قبل الطلب رغماَ عنه. وبعد عدة أيام أعطي الرسام اللوحة للغني فنظر إليها الغني الذي لطالما
انتظرها بسعادة بالغة، ولكنه لم يجد في اللوحة بقرة تأكل عشبا في الحقل وانما وجد فقط كلمة (بقرة تأكل عشباَ) مكتوبة في اللوحة، فغضب الغني
و سأل الرسام «أين الحقل في هذه اللوحة؟» فأجابه الرسام «لقد أكلت البقرة أعشابه بأكملها». فعاود الغني سؤاله «وأين هي تلك البقرة؟» فقال الرسام «انتقلت إلي مكان اّخر لأنها أكلت كل العشب الموجود هنا». وهكذا استخدم الكوريون الدعابة في رفضهم بطريقة طريفة.

### الطريقة الرابعة

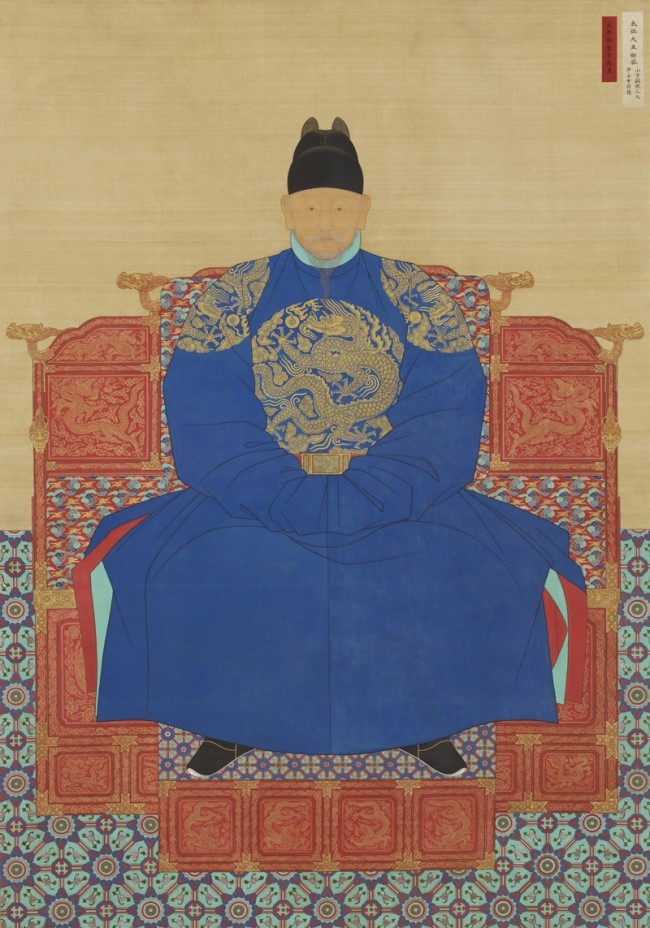
قائد الجيش في مملكة كوريو لي سونج ييه

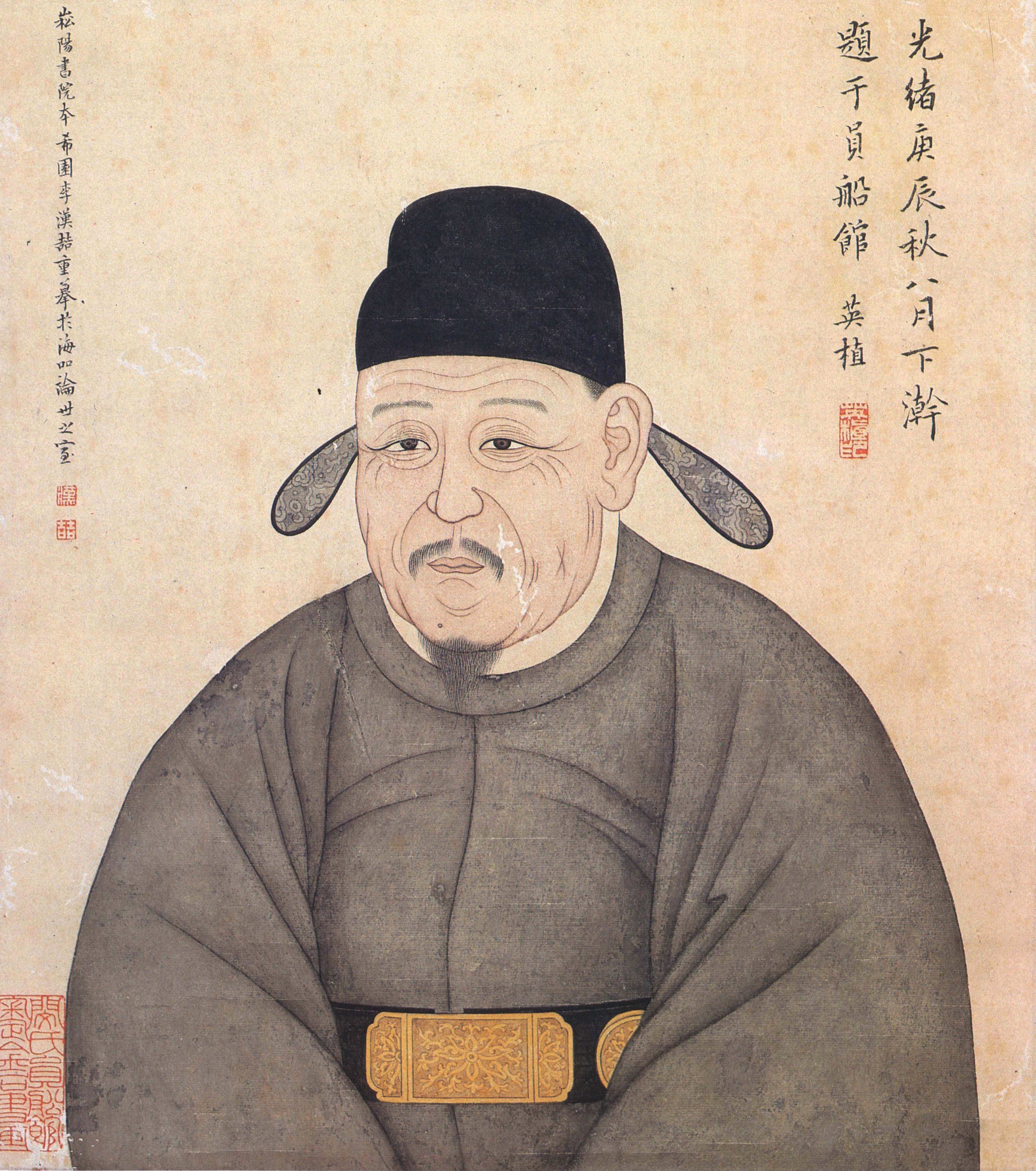
العالم جونج مون جو

يستخدمها الكوريون في الرفض أيضاَ. ألا وهي الرفض المضمن في الكلام. فمنذ حوالي 600 سنة في عصر مملكة (كوريو)[وصلة مكسورة] أراد قائد الجيش (لي سونج ييه)
إسقاط المملكة وتأسيس دولة جديدة، فأخد يعزز من قواه وأراد أن يكسب في صفه العالم (جونج مونج جو) الذي كان الجميع يحترمه في ذاك الوقت. فعلم (لي بانج وون) الابن الخامس ل (لي سونج ييه) نية أبيه ودعي العالم (جونج مونج جو) وأسمعه بضعة أبيات من شعر ألفه بنفسه وأسماه (هايوجا). وكانه يعني من محتوي هذا الشعر أن يسأل العالم (جونج مونج جو) عن رأيه إذا ما أسقطوا مملكة (كوريو) معا وأنشأوا دولة جديدة. فجاءت إجابة العالم بقصيدة شعرية أسماها (دان شيم جا) قال فيها ما معناه أنه إذا مات ثم ولد مرة أخرى، ثم مات ثم ولد مرة أخرى، حتي وإن تكرر هذا مائة مرة لن يكون ولائه إلا لشخص واحد هو ملك (كوريو).
بالتأكيد إن رفض الطلب يزيد صعوبة حينما يكون الموقف وجهاَ إلي وجه. لذلك يشعر البعض بكثير من القلق ألا يستطيعوا أن يرفضوا أي طلب. ومع ذلك
فعندما تكون مضطراَ إلي رفض شيئاَ ما، من المهم أن يكون رفضك قاطعاَ. وإن صعب الرفض بطريقة مباشرة فيجب أن تفكر في طريقة أخرى للرفض. فإذا استطعت أن ترفض علي النحو الذي أتي في هذه القصص، فستجد أن شعور الخجل والأسف يقل تماماحتي يتلاشي بين الشخصين من يقدم الطلب ومن يرفضه.

### الطريقة الخامسة
والطريقة الخامسة للرفض عند الكوريين هي الرفض بلباقة، وهذه الطريقة غالبا ما يحتاجها القادة. فكلما يرتفع المرء في منصب ما ويصبح قائداَ كلما يتلقي المزيد من الطلبات والعروض، أحيانا يقبلها واحيانا أخرى يرفضها. ولكن الرفض بطريقة فظة يعد تماما كشراء كره من ترفض طلبه، لذلك فإن القائد الناجح يحتاج إلي طريقة لبقة للرفض. وفي تلك الأحيان التي يضطرون فيها إلى الرفض إذا لم يريدوا الإفصاح عن سبب رفضهم، تجدهم لا يمتنعوا عن إعطاء إجابة لصاحب الطلب حتي لا يضعونه في موقف محرج وإنما يرفضون بطريقة واضحة وودودة، ومن الممكن أن يحزن صاحب الطلب قليلاَ لرفض طلبه هكذا ولكن هذه الطريقة تعطي عنك انطباعاَ أفضل كثيراّ وأكثر حكمة من تجاهل طلبه وعدم إعطائه إجابة واضحة وكأنك تقول له «لن ألبي طلبك حتى تمل مني وتغرب عن وجهي». وفي بعض الأحيان يأتي الرد علي الرفض الواضح للطلب بالشكر، فعندما ترفض الطلب رفضاَ واضحاَ، تجعل صاحب الطلب لاينتظر كثيراَ وبهذا تعطيه الفرصة ليجهز البدائل، لهذا يحترمك صاحب الطلب حتى وإن رفضت طلبه.